# 南山縣
南山縣，中国旧县名，始建制于中华民国37年，为今天广东省汕頭市潮南區的一部分。南山縣治兩英鎮（今汕頭市潮南區兩英鎮）	(潮循道)	國府當局為加強控制位於潮陽、普寧等縣境內的大南山地區，於民國24年（1935）10月設立縣級南山管理局。37年（1948）3月核准改制為縣，但實際未及成立縣政府。

## 历史
- 中华民国37年南山管理局准改制為南山縣，隶属于驻地为潮安的第五区专属（该专属轄潮安、潮陽、揭陽、澄海、饒平、惠來、普寧、豐順、南澳、汕頭、南山1市9縣1管理局）。